# شغال‌زوزه
شغال‌زوزه (انگلیسی: Şağlazüzə) نام یک روستا و دهستان است در شهرستان آستارا (جمهوری آذربایجان). جمعیت این روستا ۱۲۹۹ نفر است.

## ریشه واژه
شغال‌زوزه در زبان‌های تالشی و فارسی همان زوزه شغال است.